# Vanraure Hačinohe
Vanraure Hačinohe (japonsky ヴァンラーレ八戸) je japonský fotbalový klub z města Hačinohe hrající v J3 League. Klub byl založen v roce 2006. V roce 2019 se připojili do J.League, profesionální japonské fotbalové ligy. Svá domácí utkání hraje na Daihatsu Stadium.